# Sven Co-op
Sven Co-op är en modifikation till Half-Life. I modifikationen kan man spela igenom Half-Life banorna med flera spelare och även hemmagjorda banor.